# Jean Massiet
Jean Massiet du Biest, plus couramment appelé Jean Massiet, né le 1er octobre 1988 à Paris, est un vulgarisateur politique, streamer sur la plate-forme Twitch et chroniqueur français animant l'émission Backseat.

## Biographie

### Études et vie associative
Il se qualifie comme « enfant de bourgeois ayant reçu une éducation traditionnelle catholique ». Il est un descendant de l'homme politique Émile Massiet du Biest. Durant ses années d'études au lycée Paul-Lapie de Courbevoie, il est responsable de publication du journal de son lycée, le journal inter-Paul,. Il a été président de l'association nationale Jets d'encre, membre du conseil d’administration d’Animafac et secrétaire général du réseau national des juniors associations,,.
Jean Massiet a fait une licence en droit de 2007 à 2010 à l'Université Paris-Nanterre, une première année de master en droit public à l'ENS en 2010-2011 et une deuxième année en master « Affaires Publiques - Administration du politique » à l'université Paris 1 Panthéon-Sorbonne en 2011-2012 qui prépare aux métiers de collaborateur de cabinet politique.
Sur le plan politique, il se définit comme étant de gauche, et comme militant associatif de la jeunesse et de l’éducation populaire.

### Parcours et expériences professionnelles
Après son master, il devient collaborateur de cabinet à partir de 2012, notamment en tant que collaborateur politique stagiaire pour Colombe Brossel, adjointe au maire de Paris chargé des affaires scolaires et périscolaires, puis de Frédérique Calandra, maire du 20e arrondissement de Paris,, de 2012 à 2014, et enfin brièvement chargé de mission au cabinet du président du conseil général de Seine-Saint-Denis. Il a également été plume de la ministre de la Santé Marisol Touraine de 2014 à juillet 2015, période où il est collègue de Gabriel Attal,,. Il quitte le cabinet vers avril 2016.
Il explique n'avoir jamais travaillé dans le secteur privé et avoir été surtout impliqué dans des mouvements associatifs et publics[réf. nécessaire].
Il est chroniqueur pour France Info en 2020 et chroniqueur pour France Inter dès 2022,.

### Vie privée
Jean Massiet a fait partie des différents vidéastes et streameurs ayant pris la parole au sujet du syndrome d'épuisement professionnel et de la dépression, des syndromes qu'il juge fréquents mais sous-évalués et dont il a lui-même été victime, déclarant avoir été plusieurs fois hospitalisé aux urgences psychiatriques, et avoir été diagnostiqué d'un burnout dû à son activité de streameur en septembre 2019.
En février 2024, lors de son émission Backseat (alors invité, au lieu de son rôle habituel de présentateur), il dévoile avoir été diagnostiqué d'un trouble bipolaire, en évoquant les tabous et non-dits sur la santé mentale depuis la pandémie de Covid-19 en particulier chez les jeunes, après avoir été admis plus d'un mois en hôpital psychiatrique pour des symptômes dépressifs en fin d'année 2023,.

## Chaîne Accropolis
La chaîne « Accropolis » a été créée en septembre 2015 sur la plateforme de diffusion Twitch, initialement sous le nom « La Vie publique »,, avec un investissement personnel de 5 000 euros de Jean Massiet. L'idée de la création de cette chaîne a commencé en février 2015 à la suite de l'attentat contre Charlie Hebdo en janvier 2015.
La chaîne a pour objectif de présenter, d'expliquer, de donner les clefs de lecture et de rendre intéressante la politique française à un public jeune (15 à 35 ans) qui est éloigné de la politique, elle ne se veut ni contestataire du système politique actuel ni fervente défenseuse de celui-ci, son programme phare est le commentaire en direct des débats à l'Assemblée nationale lors des Questions au gouvernement (QAG).
Dans un premier temps, quelques mois après sa création en 2015, Twitch a banni la chaîne Accropolis de la plateforme, car la chaîne ne respectait pas la charte de l'époque qui stipulait que le contenu devait être lié aux jeux vidéo ou à la culture geek. Accropolis a donc été diffusée pendant les deux années suivantes sur la plateforme YouTube en direct. Twitch a autorisé deux ans plus tard l'arrivée des chaînes non consacrées aux jeux vidéo.
Le projet prend fin au fil de l'année 2021, Jean Massiet conservant ses projets sur ses canaux personnels, seul.[réf. nécessaire]

### Programmes et événements de la chaîne Accropolis

#### Programmes récurrents
Un programme récurrent depuis le début de la chaîne est le commentaire des « Questions d’actualité au gouvernement » (abrégé QAG), où Jean Massiet fait le commentaire et le décryptage en direct des prises de paroles et des questions des députés aux ministres. Le flux est repris de LCP.
Par la suite, Jean Massiet et Hugo Travers ont créé l'émission Questions aux sénateurs en partenariat avec la chaîne de télévision Public Sénat, diffusée à partir d'octobre 2018 à un rythme hebdomadaire. Elle consiste en une interview d'un sénateur français par le présentateur (Hugo Travers ou Jean Massiet) qui relaye les questions des spectateurs via le tchat Twitch ou propose ses propres questions. L'année suivante, Hugo Travers est remplacé par le vidéaste Dave Sheik. Après la disparition du projet Accropolis, Massiet reprendra l'émission en solitaire jusque février 2022 avec une annexe du nom de Sénat Stream.

#### Programmes ponctuels
Des émissions plus événementielles ou ponctuelles avaient également lieu au sein du projet. En plus des séances de l'Assemblée nationale et du Sénat, Accropolis a proposé des commentaires en direct de séances plénières du Conseil économique, social et environnemental (CESE) dans le cadre d'un partenariat rémunéré, ainsi que des débats et travaux de la Convention citoyenne pour le climat en partageant des expériences des citoyens impliqués dans cette initiative,.
La région Centre-Val de Loire par l'intermédiaire de son vice-président du conseil régional, Charles Fournier, a permis l'existence d'une série d'émissions nommée Bouge ta démocratie, sur l'initiative de « démocratie permanente » de la région. Une émission interne irrégulière nommée Inside Accropolis faisait découvrir aux spectateurs les coulisses des émissions et de l'organisation du projet Accropolis.
Deux marathons (en), des émissions événementielles de débats au long cours, ont été diffusées en 2019 sur Accropolis.[réf. nécessaire] Le premier fut Le Grand Débathon, diffusée le 19 février 2019 et étalée sur 11 heures de stream (de 9 h à 20 h), qui a accueilli 10 ministres du Gouvernement Édouard Philippe II (dont Édouard Philippe, Jean-Michel Blanquer, François de Rugy, Franck Riester, et Brune Poirson) sur un plateau pour échanger avec des jeunes citoyens.[réf. nécessaire] Parmi les animateurs se relayant le long de la journée se trouvaient notamment Hugo Travers, Usul, Lutti, Hardisk, et Marine Périn.[réf. nécessaire] Cette émission a repris les 4 thèmes du Grand débat national (la transition écologique, la fiscalité et les dépenses publiques, la démocratie et citoyenneté, l’organisation de l’État et des services publics) plus un 5e : le rapport entre les jeunes et la politique,,,,,. L'émission a été proposée par Jean Massiet puis acceptée par le Premier Ministre Édouard Philippe.
Le second marathon, Le Climarathon, a été diffusée le 22 juin 2019, également étalée sur 11 heures de diffusion, avec notamment Clément Viktorovitch et Jean Massiet comme présentateurs et se déroulant à la Mairie de Paris. Le sujet de cette émission était le changement climatique et de ses problématiques, en alternant interviews, débats, et présentations de projets écologiques.

### Équipe d'Accropolis et renouvellement
Jean Massiet est très vite rejoint par plusieurs personnes qui proposent de commenter notamment les séances plénières du Parlement européen et du Conseil de sécurité des Nations unies.
Lors de l'élection présidentielle de 2017, Jean et son équipe commentent en direct plusieurs meetings des candidats, mais aussi les débats diffusés sur les grands médias français et les soirées électorales.
En janvier 2018, à la suite d'un différend en interne, cinq membres de l'équipe décident de quitter le projet Accropolis. Ils regrettent que « la majorité des décisions prises le sont de manière unilatérales ».
L’équipe d'Accropolis, à partir de 2018, voit l'arrivée de François Malaussena et d'Adrien Saumier (avril 2018) comme animateurs de différentes émissions sur la chaîne, comme les « Questions au gouvernement » pour François Malaussena, ou les émissions Partis Time ainsi que celles sur les élections européennes pour Adrien Saumier.

### Fin du projet
Le projet Accropolis prend fin en 2021, après la volonté affichée de Jean Massiet de continuer en solitaire, étant devenu le seul présentateur des émissions de la chaîne. L'entreprise Accromédias, produisant les contenus audiovisuels du projet, ferme fin 2020. L'association AccroLAB, support du projet, est dissoute à la fin de l'année et certains de ses membres continuent d'aider Jean Massiet pour sa gestion de communauté ou la préparation de ses diffusions[source secondaire souhaitée].

## Après Accropolis
Le commentaire en direct des séances de Questions d’Actualités au Gouvernement continue sur la chaîne qui se renomme en « JeanMassietAccropolis », puis simplement « JeanMassiet » à compter de mi-septembre 2021. Le partenariat avec Public Sénat pour l'émission des Questions aux sénateurs, auquel s'ajoute un nouveau segment diffusé en simultané sur Twitch et Public Sénat nommé Sénat Stream, est prolongé jusqu'à l'été 2022.
Un match sur le jeu vidéo League of Legends a été organisé entre deux députés français : Ugo Bernalicis et Denis Masséglia, tous deux membres de la commission sur les jeux vidéo à l’Assemblée Nationale. Jean Massiet et Julian Tréguer (GoBGG) ont commenté le match qui s'est déroulé le 14 juin 2021 à 20 h,,.

### Jean Massiet Invitational
Voulant présenter une émission politique avec plusieurs chroniqueurs, il lance en mai 2020 (pendant le confinement) une émission d'actualité politique en visioconférence nommée Jean Massiet Invitational. Le format de l'émission s'inspire de codes du commentaire e-sportif, et est disponible en format audio après diffusion sur Twitch. L'émission s'arrête à l'automne 2020, après 9 épisodes.[réf. nécessaire]

### Backseat
Jean Massiet lance Backseat à l'occasion des présidentielles 2022. Il s'agit d'une émission hebdomadaire politique destinée notamment aux jeunes et diffusée sur la plateforme Twitch depuis le 24 juin 2021, qu'il présente accompagnée de divers chroniqueurs réguliers et d'invités liés à l'actualité.[réf. souhaitée]. En mars 2022, toujours dans le contexte de l'élection présidentielle, il coanime avec Paloma Moritz le Débat du siècle, où sont questionnés 5 des candidats à l'élection nationale,.
Une deuxième saison démarre en janvier 2023.
L'orientation éditoriale de l'émission semble s'inscrire dans une perspective de gauche politique assumée via les positionnements de son équipe de présentateurs, mais d'ouverture via ses invités. Néanmoins, si des personnalités de la majorité des bords politiques y sont conviées, Jean Massiet assume notamment de n'inviter aucune personnalité revendiquée ou associée à l'extrême droite,.

## Structure juridique et modèle économique
Les revenus du chômage de Jean Massiet lui permettent de se financer initialement dans les premières années de la chaîne.
En 2018, il crée l'association AccroLab, qui perçoit des dons via les plateformes Twitch et Tipeee[réf. nécessaire].
De 2017 à 2020, Jean Massiet est président associé de la société de production audiovisuelle Accromédias avec Sylvain Nocquard, chargé de la communication d’Accropolis et directeur général associé de la société Accromédias,.
En 2023, son chiffre d'affaires permet de travailler avec une équipe de trois personnes à temps plein.

## Récompense
- L'initiative Accropolis remporte l'« IMM Start-up Contest » de 2017[54].

## Publication
- Jean Massiet, Les jeunes, c'est le présent ! : Parce que la démocratie a besoin des jeunes et vice versa, Paris, Payot, coll. « Essais Payot », 2024, 192 p. (ISBN 978-2-228-93647-7)